# Until We Have Faces
Until We Have Faces – trzeci studyjny album zespołu Red. Ukazał się 1 lutego 2011.

## Produkcja i nagrywanie
Zespół wydał zapowiedź wideo na Facebooku za pośrednictwem strony YouTube, na którym znalazła się nazwa zespołu wypisana na papierze pergaminu, która następnie została spalona odsłaniając jednocześnie tytuł nowego albumu. Wokalista Michael Barnes poinformował na swoim profilu Facebooka, że nowy album będzie wyprodukowany przez Roberta Gravesa, który odpowiadał także za ich pierwsze dwa albumy.

## Lista utworów
1. "Feed the Machine"
2. "Faceless"
3. "Lie to Me (Denial)"
4. "Let It Burn"
5. "Buried Beneath"
6. "Not Alone"
7. "Watch You Crawl"
8. "The Outside"
9. "Who We Are"
10. "Best Is Yet to Come"
11. "Hymn for the Missing"